# Ночная хоккейная лига
Ночная хоккейная лига (НХЛ) — российская любительская спортивная организация, созданная 15 декабря 2011 года по инициативе Владимира Путина, а также игроков отечественного хоккея. До 20 июля 2012 года носила название Российская любительская хоккейная лига (РЛХЛ).

## Правила участия
В играх лиги участвуют мужские любительские команды, в состав которых могут входить участники старше 18 лет. С сезона 2021/2022 соревнования проводятся в четырех дивизионах: «Любитель 40+», «Любитель 50+», «Лига Надежды» и «Лига Мечты». В дивизионах «Любитель 40+», «Любитель 50+» и «Лига Мечты» могут выступать игроки, прошедшие подготовку в специализированных детско-юношеских школах олимпийского резерва (СДЮШОР) и Детско-юношеских спортивных школах (ДЮСШ) по хоккею, никогда не игравшие в своей жизни в командах мастеров и командах специализированных хоккейных школ — они по Регламенту Ночной лиги имеют статус «спортшкольник». В дивизионе «Лига Надежды» выступают только любители, не подпадающие под определение «спортшкольник». Участие «мастеров», то есть игроков, принимавших участие в официальных соревнованиях по хоккею с шайбой и/или хоккею с мячом среди мужских команд, проводимых под эгидой ИИХФ, ФИБ, ФХ СССР, ФХР и РО ФХР, ФХР СССР, ФХМР (кроме соревнований класса «Б») до 1982 года включительно, запрещено.
В командах дивизиона «Любитель 40+» и «Любитель 50+» разрешается участие мужчин в возрасте 40 лет и старше и 50 лет и старше соответственно. В составе команды на финале Фестиваля должно быть 20 человек, в том числе 19 спортсменов и 1 тренер. В соревнованиях могут участвовать граждане других государств.

## Соревнования
Общее руководство проведением соревнований осуществляет Ночная хоккейная лига. За организацию Регионального чемпионата отвечают региональные представители, которым выдается доверенность на право проведения турнира в своем регионе.
Соревнования Ночной лиги носят название Всероссийского турнира по хоккею среди любительских команд, который включает в себя региональные соревнования и финальный этап — Фестиваль хоккея, который с 2013 года проводится в Сочи (Сириусе) на пяти ледовых площадках олимпийских объектов. Фестиваль хоккея-2024 пройдёт на шести ледовых площадках олимпийского наследия.
Соревнования проводятся в два этапа:
I этап — Региональный этап в субъектах Российской Федерации;
II этап — Финальный этап с участием победителей Региональных чемпионатов в субъектах Российской Федерации (май, Сочи);
Матчи проводятся с судьями, в три периода по 20 минут каждый (в дивизионе «Любитель 50+» — три периода по 15 минут каждый), с медицинским обеспечением, транслируются по местному телевидению и в интернете. Трансляции ряда матчей финала фестиваля в Сочи ведет «КХЛ-ТВ» и телеканал «Старт».
Ежегодно в рамках финала Фестиваля в Сочи проводится гала-матч Ночной лиги с участием президента России Владимира Путина.
С 2021 года Ночная хоккейная лига оказывает финансовую и организационную поддержку любительской Ночной лиге женского хоккея.

## Кубок Крутова
Главный приз Ночной лиги носит имя Владимира Евгеньевича Крутова — одного из великих игроков советского хоккея, нападающего легендарной пятерки ЦСКА и сборной СССР. Это переходящий трофей дивизиона «Любитель 40+».
Кубок Крутова является уникальным, выполненным на заказ. Основание кубка представляет собой многосложную точеную форму, выполненную из твёрдой породы дерева — дуба скального. Выточенный из бронзы и посеребрённый центр трофея соединяет основание с чашей и имеет ручки оригинальной формы. Центральная часть содержит позолоченные гравировки с портретом Владимира Крутова и надписью «Кубок Крутова». Чаша медная, также посеребрённая, содержит на себе гравировку звёзд и объёмного логотипа Ночной лиги. При высоте 50 см Кубок Крутова имеет вес 19 кг.
Имена всех победителей — 19 игроков и одного тренера — выгравированы на отдельных позолоченных пластинах, которые крепятся на основании Кубка.
В 2023 году к основанию Кубка Крутова было добавлено новое «кольцо», на котором будут размещаться имена следующих победителей Фестиваля. В связи с этим вес Кубка Крутова увеличился. Теперь он составляет 21,5 кг.

## Клуб Макарова
В 2015 году Ночная лига учредила символический клуб лучших снайперов своего чемпионата, который получил имя Сергея Михайловича Макарова — рекордсмена отечественного хоккея по шайбам, заброшенным в чемпионате страны, за сборную и в NHL. Членами Клуба Макарова считаются хоккеисты-любители, забросившие в матчах Регионального и Финального этапов 150 шайб и более. Первым членом Клуба 21 января 2016 года стал нападающий команды «Виктория» (Ставрополь) Вадим Русаков.
Каждому из членов Клуба Макарова Ночная Лига вручает «Звезду Клуба Макарова» — специальный приз в форме звезды, на котором выгравированы имя игрока и команда, в составе которой он забросил свою 150-ю шайбу.
В Клубе Макарова на январь 2024 года состоит 86 хоккеистов.

## I всероссийский фестиваль (2012)
I Всероссийский фестиваль по хоккею среди любительских команд прошел 1-8 мая 2012 года в Москве. 92 команды из 74 регионов сыграли на площадках ледовых дворцов «Медведково», «Сокольники», «Синяя Птица», «Центральный», «Янтарь» и главной арены столицы — 14-тысячного «Мегаспорта» на Ходынке.
Ранее любительские команды по всей России «варились в своем соку», это был первый в истории единый действительно всероссийский турнир.
Отборочного этапа в регионах — этой основы Ночной лиги впоследствии — в первом сезоне еще не было. В первом фестивале сыграли только команды «40+», дивизион «18+» появится в Ночной лиге на следующий сезон. Первым чемпионом и обладателем главного приза — «гранта» на строительство собственного ледового катка — стала челябинская команда «Центурион», в финале переигравшая по буллитам санкт-петербургский «Невский легион». Каток, выигранный «Центурионом», построен в Челябинске — как второй лед в школе местного «Трактора», принимает детей и, разумеется, хоккеистов-любителей.
Сразу после окончания турнира Ночная лига начала работу над следующим сезоном, который и стал, по сути, первым полноценным любительским чемпионатом нашей страны.
7 мая 2012 года состоялся гала-матч I фестиваля с участием президента России Владимира Путина. Глава российского государства сыграл в нём сразу после того, как в Кремле прошла его инаугурация. Сборная хоккеистов-любителей — участников фестиваля, в составе которой сыграл Владимир Путин, одержала победу над сборной легенд отечественного хоккея по буллитам.

## II всероссийский фестиваль (2012/13)
Со второго сезона Всероссийский фестиваль стал тем централизованным турниром, проходящим на протяжении всего сезона и завершающимся финальными соревнованиями лучших команд со всей страны, каким он является. Сформировалась концепция Ночной лиги: Отборочный этап в субъектах Российской Федерации — финальный этап в одном месте с участием всех победителей в регионах.
Этот план получил одобрение президента России, который дал соответствующее поручение правительству. Премьер-министр Дмитрий Медведев выдал распоряжение, по которому лёд для участников Всероссийского фестиваля предоставляется безвозмездно по линии Министерства спорта, а финал фестиваля проводится в Сочи. Ночная лига была включена в Единый календарный план Минспорта, то есть получила официальный статус первенства страны наряду с КХЛ, ВХЛ или МХЛ.
В отборочном этапе II фестиваля приняли участие 492 команды по двум дивизионам — «Любитель 40+» и «Любитель 18+». В Сочи на финал Фестиваля собралось 124 команды из 56 регионов. Это по 50 матчей в день, с раннего утра и до позднего вечера. Вторым чемпионом Ночной лиги в «40+» и обладателем главного приза — «гранта» на строительство крытого ледового катка в своем городе — стала команда «Казанские Драконы». А первым победителем в «18+» — пермская команда «Викинг».
В завершение фестиваля в Ледовом дворце «Большой» состоялся Гала-матч с участием легенд отечественного хоккея, руководителей Российского государства и ряда субъектов Российской Федерации. Владимир Путин не вышел на лёд в Гала-матче Ночной лиги, а наблюдал за игрой с трибуны. Президент России сделал символическое стартовое вбрасывание. Соперником команды легенд стала «Сборная регионов РФ», составленная из самих участников Фестиваля. Они выходили на лёд в «три состава», и в итоге в протоколе матча в составе этой «сборной» значилось порядка 100 фамилий.

## III всероссийский фестиваль (2013/14)
В отборочном этапе III фестиваля сыграли 525 команд из 55 субъектов Российской Федерации.
В отличие от прошлого года, в Сочи на финал фестиваля собрались не только непосредственно хоккеисты-любители, но и их семьи и друзья.
В финале сыграли 113 команд. Третьим чемпионом Ночной лиги стали хоккеисты команды «Неоплан» из Екатеринбурга, впоследствии — двукратные победители Всероссийского фестиваля. В «18+» первенствовал новосибирский «Горводоканал».
10 мая в «Большом» состоялся гала-матч с участием президента России В. Путина. «Нападающий номер 11» набрал 10 (6+4) очков.

## IV всероссийский фестиваль (2014/15)
551 команда из 63 субъектов России — число участников четвертого сезона Ночной лиги продолжало расти.
114 команд в финале IV фестиваля. В этом сезоне Ночная лига учредила главный трофей — Кубок Крутова, который отныне вручается победителю «40+» вместе с «грантом» на строительство ледового катка.
Первым обладателем Кубка Крутова стал «Невский легион» из Санкт-Петербурга. В финале «Невский легион» со счетом 2:1 обыграл московский «Сталкер». Сильнейшей командой страны в дивизионе «18+» стала команда «Монолит» из Нижнего Новгорода. 10 мая состоялся гала-матч VI фестиваля.

## V всероссийский фестиваль (2015/16)
В составе Ночной лиги был образован третий дивизион, который получил название «Любитель 18+ лига будущих чемпионов» (с шестого сезона он носит название «Лига надежды») — вдобавок к уже имеющейся в «18+» «Лиге Мечты».
Число команд нового дивизиона по всей России превысило количество команд в «Лиге Мечты». Многие коллективы, ранее выступавшие в ней, теперь перешли в новый дивизион.
692 команды из 68 субъектов Российской Федерации. Впервые полноправными участниками отборочного этапа в Ночную лигу вошли Республика Крым и город Севастополь.
Ночная лига учредила собственный символический клуб лучших снайперов любительского чемпионата страны — Клуб Макарова. Его первым членом, забросившим 150 шайб в матчах отборочного и Финального этапов, стал 43-летний нападающий ставропольской команды «Виктория Плюс» Вадим Русаков. Вскоре к нему присоединились форварды команд «Пингвины» из Нарьян-Мара Вадим Протасов и московского «Сталкера» Эдуард Нестеров.
В финале V фестиваля сыграло 142 команды. Победителей фестиваля стало три: один «40+» и два в «18+». Первое золото в «чисто любительском» дивизионе завоевала команда «Аизовец» из Южноуральска. «Лигу Мечты» выиграл «Нефтяник» из города Джалиль — по пути переигравший действующих чемпионов из Нижнего Новгорода. Новым обладателем Кубка Крутова стал «Авто» из Екатеринбурга — команда, большинство игроков которой уже побеждали в фестивале в составе «Неоплана» в 2014 году.
10 мая президент России В. Путин снова вышел на лед в гала-матче V фестиваля.

## VI всероссийский фестиваль (2016/17)
В VI фестивале снова приняло участие рекордное по сравнению с предыдущим сезоном количество команд — 817 из 73 субъектов Российской Федерации. Приехали 142 любительских коллектива.
10 июня в Москве, в «Зале Славы отечественного хоккея», состоялась первая Всероссийская конференция Ночной лиги, на которую съехались делегаты из 80 регионов. Было объявлено о смене юридической формы организации — Ночная лига стала Фондом развития любительского хоккея в России. В целом ряде регионов, как, например, в Московской или Красноярской области, соревнования Отборочного этапа прошли в несколько зональных турниров, объединенных региональными финалами.
Были внесены изменения в турнир «Лиги чемпионов» в финале VI фестиваля. Все 64 команды «40+» были объединены в единую «сетку». Чемпионом «40+» и обладателем Кубка Крутова стала московская команда «Сталкер», в течение предыдущих двух лет завоевавшая серебряные и бронзовые медали фестиваля.
В «Лиге Мечты» чемпионом стала новокузнецкая «Кузня». «Лигу Надежды» выиграл челябинский «Удар», в которой играл ряд чемпионов прошлого года из «Аизовца».
10 мая в «Большом» состоялся гала-матч фестиваля с участием президента России В. Путина. Перед началом встречи глава Российского государства вручил обладателям Кубка Крутова сертификат на 100 миллионов рублей — для строительства ледовой арены «Сталкер» в Москве.

## VII всероссийский фестиваль (2017/18)
Участвовали 933 команды из 75 субъектов Российской Федерации. С сентября по апрель игры Ночной лиги по всей стране проходили каждый день с перерывом лишь на новогодние праздники. Число участников Отборочного этапа в Москве достигло 100 команд.
Перед началом сезона в Москве состоялась вторая Всероссийская конференция региональных представителей НХЛ.
Участниками финала Фестиваля в Сочи стали 158 команд. Следом за Кубком Крутова для дивизиона «Любитель 40+» Ночная лига учредила ценные переходящие трофеи для обоих дивизионов «18+» — с этого сезона «Лига Надежды» в Сочи разыгрывает Кубок Надежды, а «Лига Мечты» — Кубок Мечты. Новым чемпионом Ночной лиги и обладателем Кубка Крутова стала команда «Флагман» из города Всеволожска Ленинградской области. «Тимерхан» из поселка городского типа Богатые Сабы стал первым обладателем Кубка Надежды, а «Вольфрам-Б» из поселка Восток Приморского края — первым обладателем Кубка Мечты.
10 мая на площадке Ледового дворца «Большой» прошел очередной гала-матч Ночной лиги: перед его началом президент России Владимир Путин вручил главный приз победителям «40+». Сама игра с участием команды «красных» — «Легенд хоккея» во главе с В. Путиным и «белых» — «Сборной Ночной лиги» завершилась со счетом 12:7.

## VIII всероссийский фестиваль (2018/19)
Участвовали 963 команды из 76 регионов. Соревнования отборочного этапа в сезоне 2018/19 длились с начала сентября по первую декаду апреля. Стартовал сезон 1 сентября в Москве. Это по-прежнему самый большой регион Ночной лиги — 100 команд.
Участие в отборочном этапе VIII фестиваля приняли 19 350 хоккеистов-любителей. Чисто любительский дивизион «Лига Надежды» с 457 командами по стране впервые в истории обошел прежде самый массовый «40+» — 401 команда. Турниры от 40 и старше — прошли в 68 регионах, а «Надежда» охватила 51 субъект РФ.
3 031 игроков приехали в Сочи на финал VIII фестиваля, где сыграли 162 команды. Количественный состав основных дивизионов Финала Фестиваля остался неизменным: 64 команды в «Лиге Чемпионов», 32 в «Лиге Надежды» и 16 в «Лиге Мечты».
Финал Кубка Крутова стал «битвой трехкратных». В составе каждого из его участников, «СКОН-Урала» из Екатеринбурга и калининградского «Запада России» были двукратные чемпионы Ночной лиги и обладатели Кубка Крутова из свердловского «Неоплана»/«Авто». Судьба финала решилась на последних минутах, со счетом 2:1 выиграл «СКОН-Урал». Его лучший снайпер на турнире нападающий Денис Мельников сделал победный дубль, а самым ценным игроком Кубка Крутова-2019 был признан голкипер уральцев Андрей Немытых.
Первыми в истории Ночной лиги трёхкратными чемпионами стали капитан «СКОН-Урала» нападающий Вадим Елсаков, защитник Алексей Патрушев и форвард Алексей Тютяев. Третий раз за восемь лет Ночной лиги её главный приз, грант на строительство крытого ледового катка в своем городе, завоевала команда из Екатеринбурга. «Дацюк Арена» в городе уже открыта, летом 2019 года состоялось открытие «Арены Авто».
Бронзовые медали достались прошлогодним серебряным медалистам из казанского «Торнадо» и нижегородскому «Монолиту» — команде, костяк которой уже выигрывал Фестиваль в дивизионе «18+».
В финале Кубка Надежды сыграли финалист-2018 архангельский «Ледокол» и бронзовый призер-2018 — «Вольфрам-А» из приморского поселка Вольфрам. К последнему дню турнира две команды из одного поселка с населением в несколько тысяч вышли в финалы обоих «18+».
Действующий чемпион «Лиги Мечты» «Вольфрам-Б» уступил в финале Кубка Мечты открытию финала VIII фестиваля — команде «Марс Волхов» из Ленинградской области. В 2018 году «Марс» стал победителем Малого Кубка «Лиги Мечты», в 2019-м завоевал Кубок Мечты. Бронзовые медали второй год подряд завоевали магнитогорские «Стальные Топоры».
«Выставочный» «Кубок Большого Шлема» завоевал севастопольский «Черноморец». Серебряным призером этого турнира второй год подряд стал московский «Сталкер» — обладатель Кубка Крутова-2017.
Вечером 10 мая состоялся Гала-матч Ночной лиги с участием президента России Владимира Путина. Встреча завершилась победой «Команды Путина» со счётом 14:7, рекордные девять шайб на счету Путина.
144 игры прошли в прямой трансляции на сайте fest2019.org, 25 из них, включая все полуфиналы и финалы Кубков Крутова, Надежды и Мечты — на федеральном хоккейном телеканале «КХЛ-ТВ».

## IX всероссийский фестиваль (2019/20)
Соревнования отборочного этапа IX всероссийского фестиваля стартовали 31 августа 2019 года. Официально сезон Ночной хоккейной лиги был открыт битвой финалистов московского Отборочного этапа восьмого сезона — «Белых Тигров» и «СТИ-Клуба».
Москва вновь стала самым большим регионом любительского чемпионата страны — в столичном отборочном этапе сыграло 102 коллектива в трёх дивизионах. Всего в девятом сезоне приняло участие 1026 команд из 75 субъектов Российской Федерации — на 88 больше, чем в восьмом сезоне.
Хоккеистов-любителей, выступающих в чемпионате страны стало 20207 человек.
Клуб самых результативных снайперов Ночной лиги, названный в честь Сергея Макарова, пополнился в девятом сезоне — рубеж в 150 шайб преодолело сразу семь хоккеистов. В ноябре 2019 года в клуб были приняты Александр Боркин («Северная Звезда», Сахалинская область), Александр Гериклиев («Виктория», Ставропольский край), Максим Данилов («Нефтяник», Республика Татарстан), Александр Корзунин («Олимпия», Кировская область) и Игорь Краснов («Строитель», Магаданская область). Позже к ним присоединились Александр Широбоков («Камские Белки», Удмуртская Республика) и Дмитрий Мазаев («Энергетик», Курская область).
«Легенды Хоккея» в качестве команды сыграли товарищеские матчи в Омске, Новокузнецке и Сочи.
По ходу девятого сезона Ночная лига впервые выступила организатором «Кубка Легенд», в котором сразились команды ветеранов четырёх главных московских хоккейных клубов — ЦСКА, «Спартак», «Динамо» и «Крылья Советов». Армейцы оказались сильнее всех на двухдневном турнире.
В связи с пандемией коронавирусной инфекции было принято решение сначала приостановить сезон, а затем и завершить его досрочно.
Несмотря на это, во всех субъектах Российской Федерации были определены победители и призёры Регионального этапа.

## X всероссийский фестиваль (2020/21)
Десятый юбилейный сезон Ночной лиги стартовал 26 сентября 2020 г. играми в Москве. Двумя месяцами позже, 21-22 ноября, состоялся Марафон Ночной лиги, посвященный старту юбилейного сезона.
В ряде регионов ограничения, связанные с эпидемиологической обстановкой, не позволили начать турнир. Несмотря на этот факт, Лига сохранила высокие показатели по количеству участников. Самым массовым дивизионом осталась «Лига Надежды»: 473 команды из 51 региона. В «Любителе 40+» сыграли 397 команд из 65 регионов, а в «Лигу Мечты» в этом сезоне заявилась 101 команда из 21 региона.
Клуб Сергея Макарова пополнился пятью хоккеистами.
В январе 2021 года женский любительский турнир (Лига женского хоккея) стал носить название Турнира Ночной Лиги женского хоккея, которому Ночная лига оказала поддержку, что позволило продолжить женские соревнования среди 34 команд и порядка 700 игроков в 24 городах России. Финальные игры турнира прошли в дивизионе «Амазонки» в Сочи.
В обновленном формате впервые прошли игры «Кубка Чемпионов», в котором приняли участие команды-победители прошлых лет дивизиона «Любитель 40+». В феврале 2021 года чемпионы Ночной лиги сначала сыграли в квалификационном этапе в п. Курганово Свердловской области, после чего в мае в Сочи сразились за звание абсолютного чемпиона. Выделение отдельного чемпионского турнира позволило увеличить географию победителей Ночной лиги.
9 апреля в Норильске состоялся четвертый благотворительный матч с участием команды «Легенды хоккея» и сборной Ночной хоккейной лиги Норильска.
Финальный этап X Всероссийского фестиваля по хоккею среди любительских команд прошел с 3 по 16 мая в Сочи. Всего в финальной части турнира приняли участие 158 команд из 70 регионов, 3160 участников сыграли 457 матчей в девяти дивизионах.
Победители:
- Лига Чемпионов — «Монолит», г. Нижний Новгород, Нижегородская область. Обладатель Кубка Крутова и гранта в 100 млн рублей на строительство ледовой арены.
- Лига Будущих Чемпионов — «Кедр», г. Томск, Томская область.
- Лига Надежды — «СВ Металл», г. Екатеринбург, Свердловская область.
- Лига Надежды. Малый Кубок — «Барсы», г. Чита, Забайкальский край.
- Лига Мечты — «Вольфрам», п. Сосновка, Вологодская область.
- Лига Мечты. Малый Кубок — «Гроза», г. Североморск, Мурманская область.
- Кубок Чемпионов — «Центурион», г. Челябинск, Челябинская область.
- Кубок Созвездий — «Наши», г.о. Звездный Городок, Московская область.
- Амазонки — «Гризли-1», г. Новосибирск, Новосибирская область.

Гала-матч с участием президента РФ В. Путина, министра обороны РФ Сергея Шойгу, членов Совета Легенд Ночной лиги и сборной команды, составленной из участников и почётных гостей Фестиваля, состоялся 10 мая и был приурочен к юбилеям отечественного хоккея (75 лет) и первого полета человека в космос (60 лет).

## XI всероссийский фестиваль (2021/22)
Одиннадцатый сезон Ночной лиги был открыт в Тюмени 17 сентября матчем между командами «Атлант» (Ялуторовск) и «Тура» (Тюмень) из дивизиона «Лига Надежды».
В одиннадцатом сезоне Ночной лиги был запущен новый дивизион — «Любитель 50+».
В канун 2022 года Президент России Владимир Путин вручил государственные награды членам Совета Легенд Ночной хоккейной лиги. Орденом «За заслуги перед Отечеством» III степени награждён председатель Совета Легенд Александр Якушев. Орденом Александра Невского награждены генеральный директор Фонда «НХЛ» Алексей Касатонов и член президиума Фонда «НХЛ» Валерий Каменский'.
25 марта в Норильске состоялся пятый благотворительный матч. Члены Совета Легенд Ночной лиги обыграли сборную Ночной хоккейной лиги Заполярья 11:9
«Клуб Макарова» пополнили 15 хоккеистов-любителей
В одиннадцатом сезоне Региональные чемпионаты прошли в 75 регионах России. Сезон 2021/2022 собрал рекордное количество участников за всю историю Лиги: 21 467 игроков из 1 151 команды сыграли в 178 турнирах в соответствующих дивизионах:
- Дивизион «Любитель 40+» — 66 регионов (турниров), 411 команд, 7 657 игроков;
- Дивизион «Любитель 50+» — 28 регионов (турниров), 106 команд, 1 756 игроков;
- Дивизион «Лига Мечты» — 27 регионов (турниров), 126 команд, 2 053 игрока;
- Дивизион «Лига Надежды» — 57 регионов (турниров), 508 команд, 10 001 игрок.

Фестиваль хоккея-2022 состоялся в Сочи с 4 по 16 мая. В нём приняли участие 162 мужских и 6 женских команд.
В четвёртый раз в истории главный трофей Ночной лиги — Кубок Крутова — и грант на строительство ледового катка в своём регионе выиграла команда из Свердловской области. Екатеринбургский «СВ Металл» обыграл в финале турнира казанский «Итиль» и стал победителем дивизиона «Лига Чемпионов».
Впервые на Фестивале состоялся турнир в дивизионе «Любитель 50+». Для победителя дивизиона был учреждён новый трофей — Кубок Боброва. Первым в истории обладателем Кубка стала команда «Лампово» из Ленинградской области. В дивизионе «Лига Мечты» победителем стал «Автореал» из Челябинской области. Кубок Надежды выиграла подмосковная «Дружина». Впервые женский дивизион «Амазонки» выиграла команда «Гроза-1» из Санкт-Петербурга. В фиале была обыграна самая титулованная команда «Амазонок» — московский «Град-1».
Победители фестиваля:
- «Лига Чемпионов» — «СВ Металл» (Екатеринбург, Свердловская область)
- «Лига Будущих Чемпионов» — «ДСК» (Липецк, Липецкая область)
- «Любитель 50+» — ХК «Лампово» (г. п. Дружногорское, Ленинградская область)
- «Лига Мечты» — «Автореал» (Миасс, Челябинская область)
- «Лига Мечты. Малый кубок» — «Старт» (Заречный, Пензенская область)
- «Лига Надежды» — «Дружина» (п. Гжель, Московская область)
- «Лига Надежды. Малый кубок» — «Регион 23» (Анапа, Краснодарский край)
- «Амазонки» — «Гроза-1» (Санкт-Петербруг)

В Гала-матче «Легенды» победили 14:9.

## XII всероссийский фестиваль (2022/23)
Двенадцатый сезон Ночной лиги стартовал в Тюмени 1 сентября 2022 года. В этом сезоне Ночная хоккейная лига обновила несколько рекордов: Региональные чемпионаты состоялись в 81 регионе, на лёд вышло более 23 000 хоккеистов в составе 1207 команд. Всего в Региональном этапе XII Всероссийского турнира по хоккею среди любительских команд состоялось 187 турниров в соответствующих дивизионах:
- «Любитель 40+»: 60 регионов (турниров), 376 команд, 7 166 игроков;
- «Любитель 50+»: 45 регионов (турниров), 197 команд, 3 546 игроков;
- «Лига Мечты»: 28 регионов (турниров), 155 команд, 2 743 игрока;
- «Лига Надежды»: 54 региона (турнира), 479 команд, 9 832 игрока.

Проект Ночной лиги «Студёный лёд» продолжил расширять свою географию.
Шестой благотворительный матч с участием Легенд хоккея состоялся 1 апреля в Норильске.
В «Клуб Макарова» вступили 23 новых хоккеиста.
Фестиваль хоккея Ночной лиги состоялся в городе Сочи с 4 по 16 мая. В нём приняло участие рекордное количество команд: 174 коллектива из 81 региона. Соревнования прошли в девяти дивизионах. Дебютным стал турнир в дивизионе «Любитель 50+. Малый Кубок». Победителем в нём стал ЛХК «Владимир».
Победители фестиваля:
- «Лига Чемпионов 40+» — «Вольфрам» (п. Восток, Приморский край)
- «Лига Будущих Чемпионов» — «ХК им. С.Кольцова» (Ухта, Республика Коми)
- «Любитель 50+» — «Гайва» (Пермь, Пермский край)
- «Любитель 50+. Малый кубок» ЛХК «Владимир» (Владимирская область)
- «Лига Мечты» — «Автореал» (Миасс, Челябинская область)
- «Лига Мечты. Малый кубок» — «Альфа» (Рязань, Рязанская область)
- «Лига Надежды» — «Вольфрам-А» (п. Восток, Приморский край)
- «Лига Надежды. Малый кубок» — «Строитель 1» (Калининград, Калининградская область)
- «Амазонки» — «Град-1» (Москва)

10 мая состоялся Гала-матч, в котором «Легенды Хоккея» сыграли со сборной Ночной лиги. Матч стал самым результативным за всю историю фестивалей. Со счётом 15:12 победу одержали «Легенды Хоккея».